# Die roten Elefanten
Die roten Elefanten ist eine siebenteilige Miniserie, die 1986 im Vorabendprogramm des ZDF ausgestrahlt wurde. Die Folgen dauerten jeweils 45 Minuten. Die erste Sendung startete am 14. Februar 1986, der letzte Teil wurde am 4. April 1986 gezeigt.

## Inhalt
Im fiktiven afrikanischen Staat Letubé kämpft eine Brigade gegen die organisierten Wildererbanden. Fünf Gesetzeshüter suchen zunächst den Schurken Durako.

## Folgen
1. Der Berg der tanzenden Steine, 14. Februar 1986
2. Die Wilderer, 21. Februar 1986
3. Elfenbein, 28. Februar 1986
4. Ein König stirbt, 7. März 1986
5. Nashörner, 14. März 1986
6. Die Schlange, 21. März 1986
7. Endspiel, 4. April 1986[1]